# Dick Togo
Shigeki Sato (佐藤 茂樹?, Satō Shigeki; Odate, Akita, 17 agosto 1969) è un wrestler giapponese meglio conosciuto con il ring name Dick Togo (ディック東郷?, Dikku Tōgō).
Ha trascorso la maggior parte della sua carriera da wrestler come freelancer, lottando prevalentemente nella Michinoku Pro Wrestling e nella DDT Pro-Wrestling. Sato ha utilizzato molti altri pseudonimi sul ring, come Francesco Togo, Rey Cubano e Prince Togo. Si è ritirato nel settembre 2012 per poi tornare a lottare nel luglio 2016. Nel 2020, iniziando a lavorare nella NJPW, ha fatto da manager a Evil, e in questa veste, si è unito al Bullet Club. Un anno dopo, Togo e Evil formarono la stable House of Torture.
Nel corso della sua carriera ha detenuto il KO-D Openweight Championship per quattro volte, l'IWGP Junior Heavyweight Tag Team Championship con Taka Michinoku e il British Commonwealth Junior Heavyweight Championship.

## Personaggio
Mosse finali
- Diving senton
- Seated crossface

Manager
- Yamaguchi-san

Soprannomi
- "The Master of Wrestling"
- "The Master of the Senton"

## Titoli e riconoscimenti
- 100% Lucha
  - Campeonato de 100% Lucha (1)

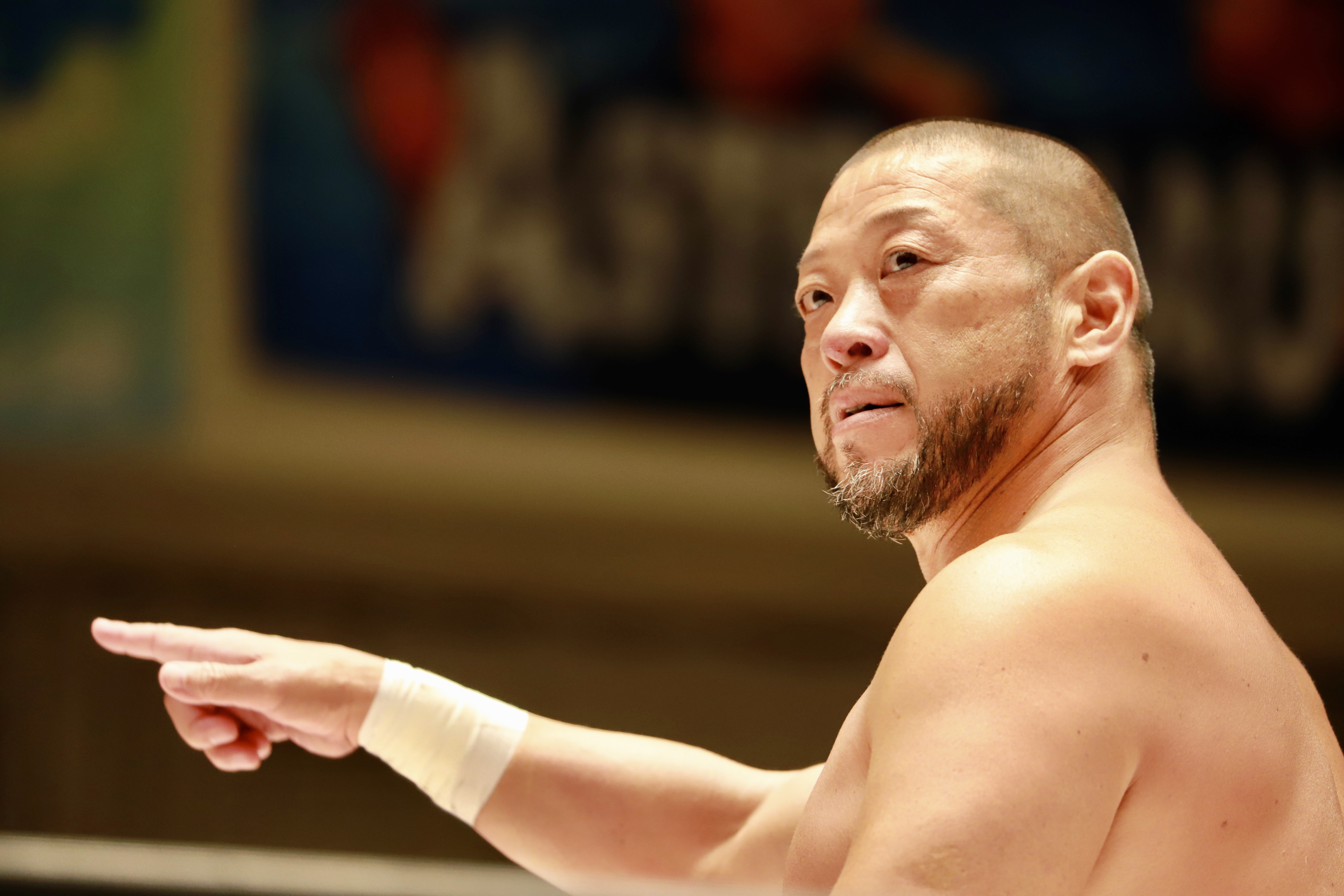
Togo nel marzo 2020

- Dramatic Dream Team/DDT Pro-Wrestling
  - Ironman Heavymetalweight Championship (4)[4]
  - KO-D Openweight Championship (4)
  - KO-D Tag Team Championship (3) – con Nobutaka Moribe (1), Antonio Honda (1) e Taka Michinoku (1)
- El Dorado Wrestling
  - Treasure Hunters Tag Team Tournament (2006) – con Shuji Kondo
  - UWA World Trios Championship (1) – con Piza Michinoku e Antonio Honda
- Guts World Pro Wrestling
  - GWC 6-Man Tag Team Championship (2) – con Ryan Upin & Yuki Sato (1), e Masao Orihara & Ryan Upin (1)
- Japan Indie Awards
  - Best Bout Award (2011) vs. Kota Ibushi il 27 marzo[5]
- Michinoku Pro Wrestling
  - British Commonwealth Junior Heavyweight Championship (1)
  - Tohoku Junior Heavyweight Championship (1)
  - Tohoku Tag Team Championship (1) – con The Great Sasuke
  - UWA/UWF Intercontinental Tag Team Championship (1) – con Gedo
  - Michinoku Pro Tag League (1996) – con Men's Teioh
  - Futaritabi Tag Team League (2003) – con Masao Orihara
- New Japan Pro-Wrestling
  - IWGP Junior Heavyweight Tag Team Championship (1) – con Taka Michinoku
- Osaka Pro Wrestling
  - 1st Year Anniversary Celebration Tag Tournament (2000) – con Black Buffalo
  - Osaka Pro Wrestling Championship (1)
- Pro Wrestling Illustrated
  - 122º nella lista dei migliori 500 wrestler singoli nei PWI 500 del 1999[6]
  - 399º nella lista dei migliori 500 wrestler singoli nei PWI Years del 2003
- Pro Wrestling Zero1-Max
  - AWA World Junior Heavyweight Championship (1)
  - NWA International Lightweight Tag Team Championship (1) – con Ikuto Hidaka
  - NWA International Lightweight Tag Team Titles Tournament (2003) – con Ikuto Hidaka
- Universal Lucha Libre
  - UWF Super Welterweight Championship (1)
- Tokyo Gurentai
  - Tokyo Intercontinental Tag Team Championship (2) – con Shiryu (1), Mazada (1)